# Pauillac
Pauillac [po.jak] ist eine französische Stadt auf der Médoc-Halbinsel bei Bordeaux. Pauillac zählt 5.165 Einwohner (Stand 1. Januar 2022) und hat eine Fläche von 2539 Hektar. Von dieser Fläche sind ca. 900 Hektar für den Weinbau zugelassen. Im Norden grenzt die Gemeinde an Saint-Estèphe, im Süden an Saint-Julien-Beychevelle, beides ebenfalls sehr berühmte Weinbaugemeinden des Médoc. Pauillac liegt 48 Kilometer nordwestlich von Bordeaux. Die Einwohner werden Pauillacais genannt.
Pauillac liegt am Ästuar Gironde und hat einen Hafen. In diesem Hafen werden die vorgefertigten Teile (Tragflächen, Rumpfteile, Seitenleitwerk) des Airbus A 380 vom Schiff Ville de Bordeaux auf flache Lastkähne umgeladen. Dies ist notwendig, um die großen Rumpfteile unter der „Pont de pierre“ in Bordeaux hindurch transportieren zu können. Die einstige Erdöl-Raffinerie am Nordende des Hafens wurde 1986 geschlossen.
Das Gemeindegebiet gehört zum Regionalen Naturpark Médoc.

## Bevölkerungsentwicklung
| Jahr                       | 1962 | 1968 | 1975 | 1982 | 1990 | 1999 | 2010 | 2017 |
| Einwohner                  | 5703 | 5640 | 6363 | 6145 | 5670 | 5175 | 5075 | 4841 |
| Quellen: Cassini und INSEE |      |      |      |      |      |      |      |      |

## Kultur und Sehenswürdigkeiten

### Kultur
Die „Vendanges du 7e Art“ sind ein jährlich stattfindendes Filmfestival. Hauptveranstaltungsort ist das Kino „l'Eden“ in Pauillac.

### Veranstaltungen

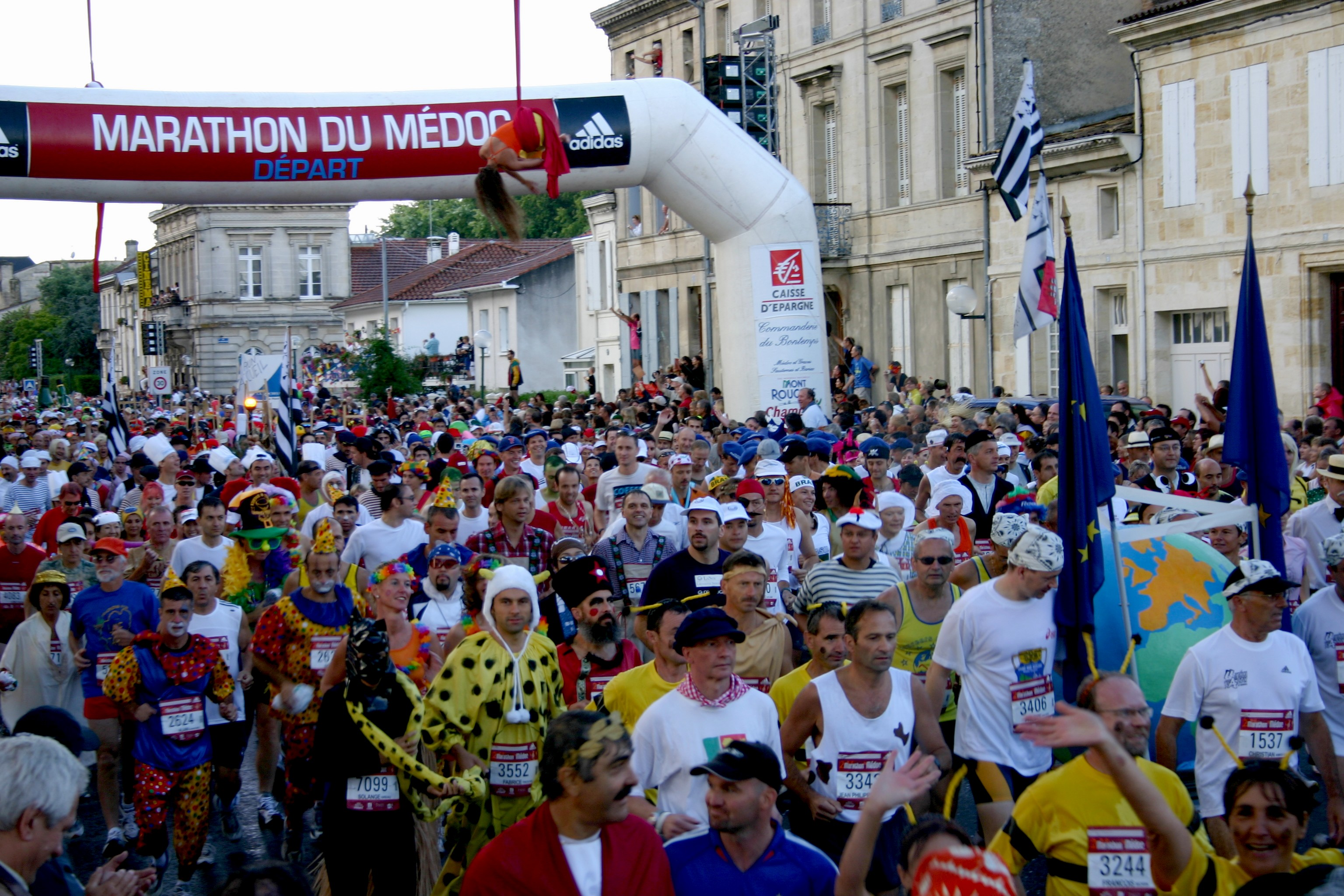
Marathonläufer in Pauillac

In Pauillac startet und endet jährlich am ersten Samstag im September der Médoc-Marathon, auch „der längste Marathon der Welt“ genannt. Der überwiegende Teil der Teilnehmer läuft in einem phantasievollen Kostüm. Außer dem sportlichen Anreiz macht auch die Tatsache, dass die Strecke überwiegend durch die Weingüter führt, die Veranstaltung für Läufer und Zuschauer zu einem herausragenden Ereignis. Obwohl die Stadt Pauillac mit dem „längsten Marathon der Welt“ wirbt, entspricht die Länge von 42,195 km genau der Norm. Aber in den Schlössern besteht die Verpflegung nicht nur aus Obst, kohlenhydrathaltigen Bissen, sondern auch aus dem eigenen Wein. So kommt mancher Läufer im Zickzack über die Strecke ans Ziel und verlängert so ungewollt die Strecke.

### Sehenswürdigkeiten

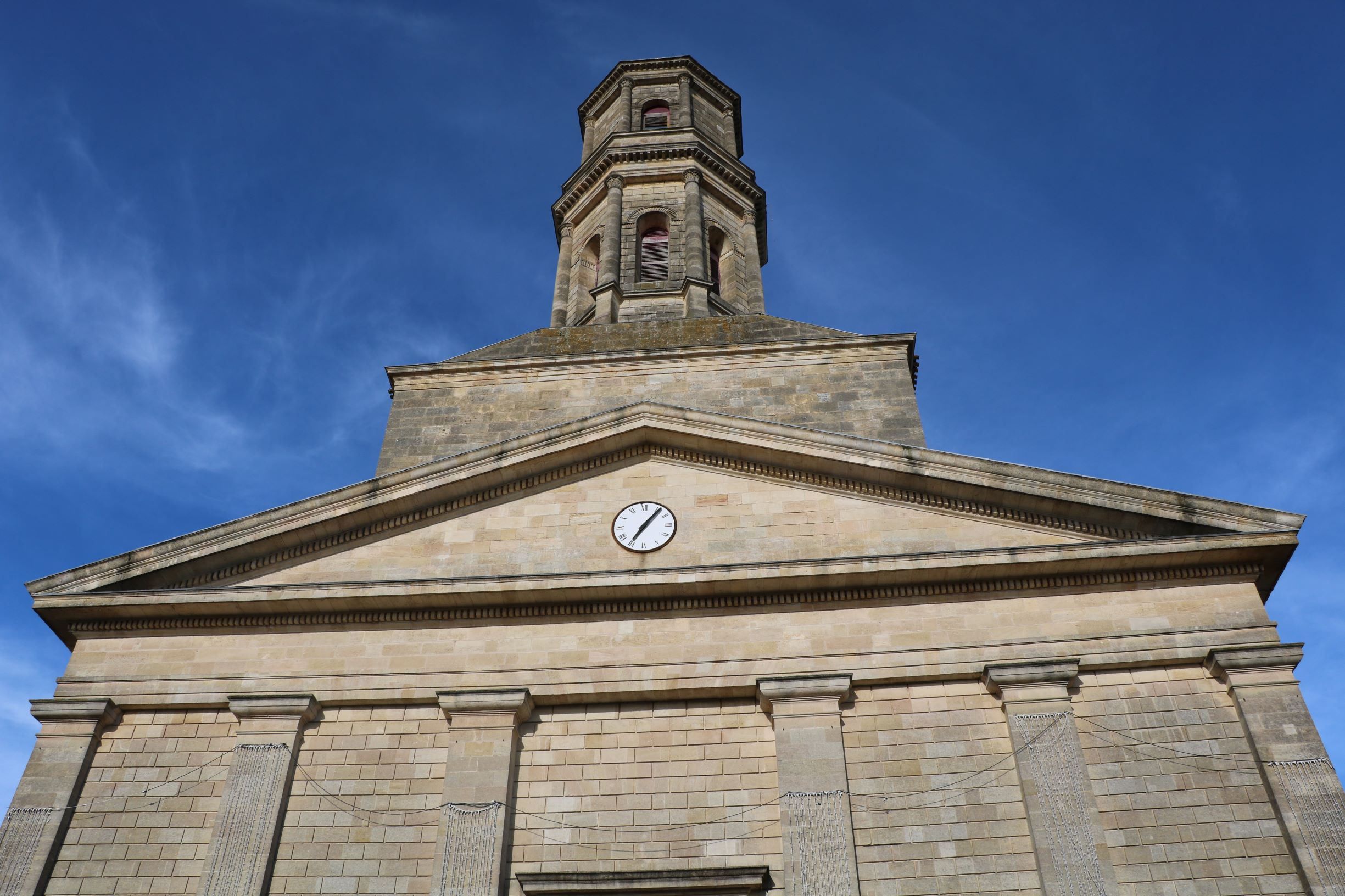
Westfassade der Kirche Saint-Martin

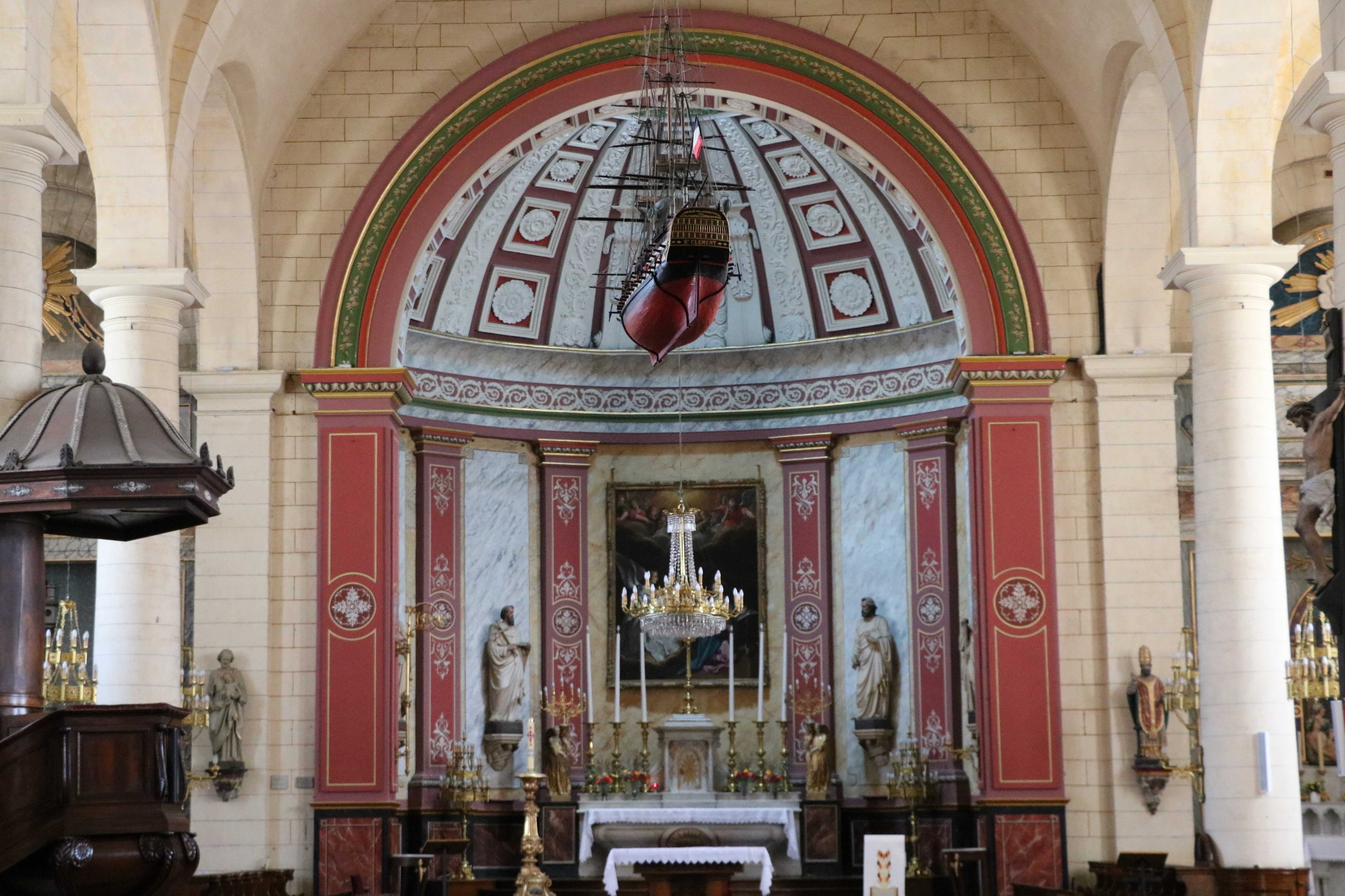
Chor und Halbkuppel

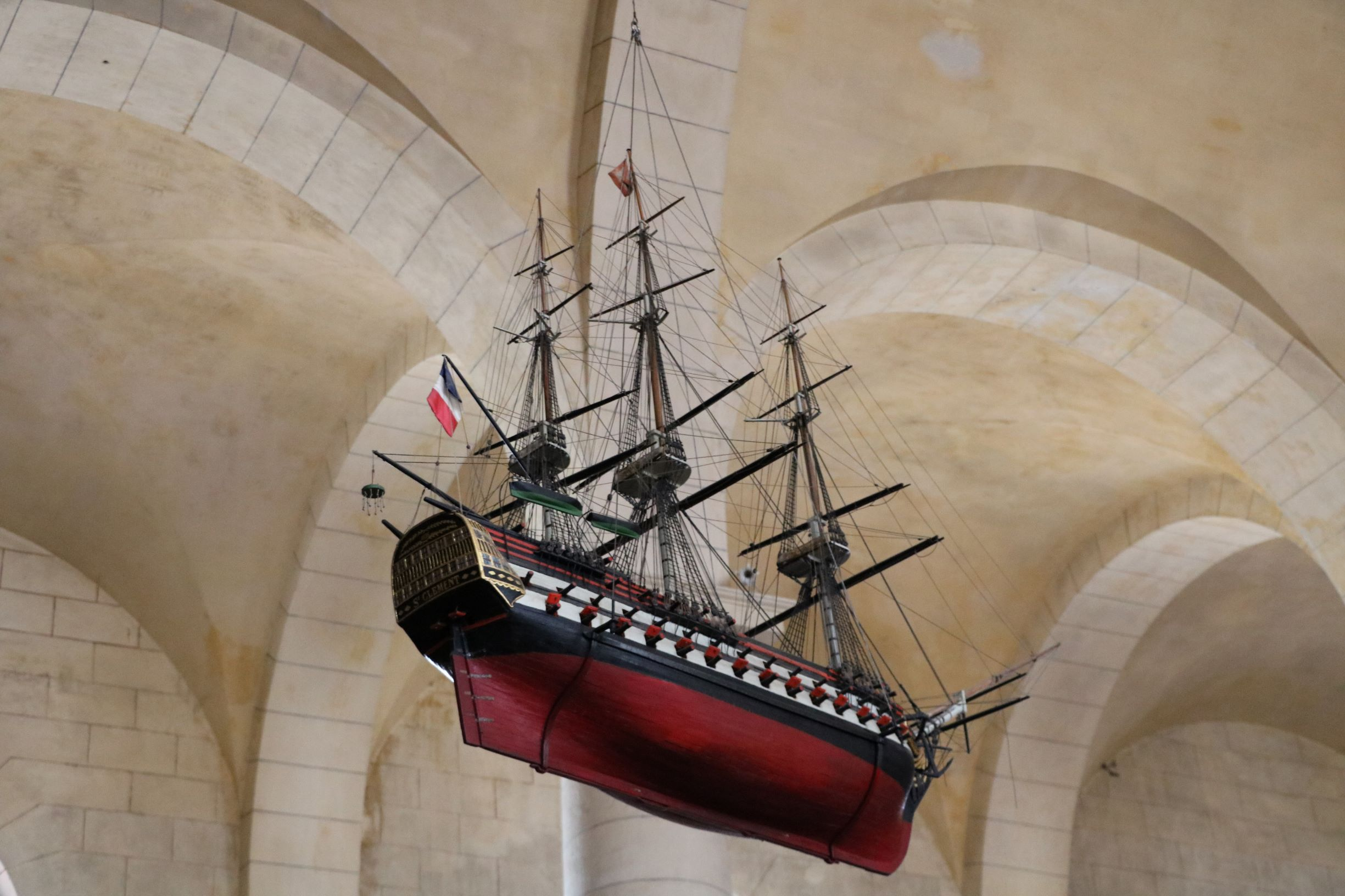
Kriegsschiff Saint-Clément zur Erinnerung an Clemens von Rom

Die römisch-katholische Kirche Saint-Martin wurde von 1824 bis 1829 nach Entwürfen vom Architekt Armand Corcelles geschaffen und von der griechischen Kunst inspiriert. Dieses Gebäude wurde sowohl mit materialen von einer alten, zu kleinen Kirche als auch mit denen der Kirche Saint Mambert de Rignac gebaut, die 1824 abgerissen wurde. Die nüchterne Westfassade unterstützt mit einem großen Giebel den oktogonalen Glockenturm, der selbst aus zwei übereinander gesetzten Türmen besteht. Der erste Turm enthält drei Glocken. Zwei davon stammen aus dem Jahr 1784 und kommen aus einer alten Kirche. Sie stehen under Denkmalschutz. Die dritte Glocke bekam von zu starkem Klingen während der Befreiung im Jahr 1945 einen Riss und musste neugegossen werden. Sie wurde am 10. Juni 1946 unter dem Namen Edouard Jeanne Victoire getauft.
Im Inneren besitzt das Kirchenschiff acht dorischen Säulen. Im Chor überragt eine Halbkuppel den barocken Altar aus weißen Marmor. Ein Baldachin direkt über den Altar beleuchtet diesen. In der Mitte des Kirchenschiffs unter dem Gewölbe hängt ein Boot. Es stellt das Kriegsschiff Saint-Clément dar, das von Piloten und Schiffern aus Pauillac am 23. November 1836 geschenkt wurde: „zur Erinnerung an Clemens von Rom, Papst und Schutzpatron der Seeleute, Piloten, Schiffer und Aspiranten der Station Pauillac, alle Katholiken.“ Vor der hinteren Mauer der Kirche ist eine Plattform, die von Eisensäulen getragen wird. Ein Orgelgehäuse im Stile des 19. Jahrhunderts steht dort mit Blick auf das Kirchenschiff. Es besteht aus fünfzehn Spielen. Auf der linken Seite des Kirchenschiffs steht eine hölzerne Kanzel, die an eine Säule gelehnt ist, welche selbst von einer Doppeltreppe umgeben ist. Mit Blick auf den Stuhl ist ein Kreuz Christi.

## Häfen
1872 wurde in Pauillac einer der ersten Segelclubs Frankreichs gegründet, der noch heute aktiv ist, gefolgt von der Internationalen UCPA-Segelschule.
1896 baute die Compagnie Générale Transatlantique in Pauillac-Trompeloup ein Terminal, an dem vier Ozeandampfer gleichzeitig anlegen konnten. Eine direkte Verbindung ermöglichte den Fahrgästen den Anschluss an die Eisenbahnstrecke zwischen Bordeaux und Soulac. Viele Unternehmen nutzten diesen Hafen bis Mitte des 20. Jahrhunderts für ihre Passagierschiffe, die den Atlantik nach Südamerika und zu den Antillen überquerten. Nach dem Zweiten Weltkrieg wurde der Hafen zu einem Erdölterminal umgebaut und ist heute ein Umschlagplatz für Flugzeugteile des Airbus A380. Die Teile werden in Broughton im Vereinigten Königreich und in Deutschland hergestellt. Lastkähne bringen sie durch Bordeaux zu einem Dock in Langon und dann in einem Straßenkonvoi über den Itinéraire à Grand Gabarit zum Montagewerk in Blagnac bei Toulouse.
Ein neues Kreuzfahrtterminal, das „Terminal Médoc“, wird in Trompeloup gebaut und soll 2021 in Betrieb gehen und Kreuzfahrtschiffen die Beförderung von bis zu 6.000 Passagieren ermöglichen. Der Yachthafen La Fayette wurde 1977 2.300 m südlich davon gebaut. Es hat einen Steg und Liegeplätze für etwa 150 Boote. Der Yachthafen beherbergt auch das Rettungsboot Pichon Baron der Société Nationale de Sauvetage en Mer (SNSM), einer französischen Freiwilligenorganisation, die 1967 gegründet wurde, um Leben auf See vor der französischen Küste zu retten, „damit Salzwasser niemals nach Tränen schmeckt“. Auch verfügt er über ein großes Videoüberwachungssystem.

## Weinbaugebiet Pauillac
Der Ort ist für seinen Wein weltberühmt – in Pauillac wachsen wohl die wuchtigsten Tropfen des Médoc, ja des ganzen Bordelais. Drei der fünf Ersten Gewächse des Médoc, der Premier Crus, gehören zum Gebiet der AOC Pauillac: die Châteaux Lafite-Rothschild, Latour und Mouton-Rothschild. Außerdem findet man noch zwei Deuxièmes Grands Crus Classés, ein Quatrième Grand Cru Classé und zwölf Cinquièmes Grands Crus Classés. Die Weine aus Pauillac zeichnen sich aus durch ihren hohen Anteil der Rebsorte Cabernet Sauvignon, die die Weine sehr lang haltbar macht, allerdings auch einige Jahre der Reife erfordert: Es ist zu empfehlen, einen Pauillac-Wein nicht zu öffnen, bevor er fünf Jahre alt ist. Trinken kann man den Wein auch früher, aber erst danach verspricht der Wein höchsten Genuss.
Die für den Weinbau zugelassenen Rebsorten sind neben dem Cabernet-Sauvignon der Cabernet Franc, die Carménère, der Merlot, der Malbec sowie der Petit Verdot.

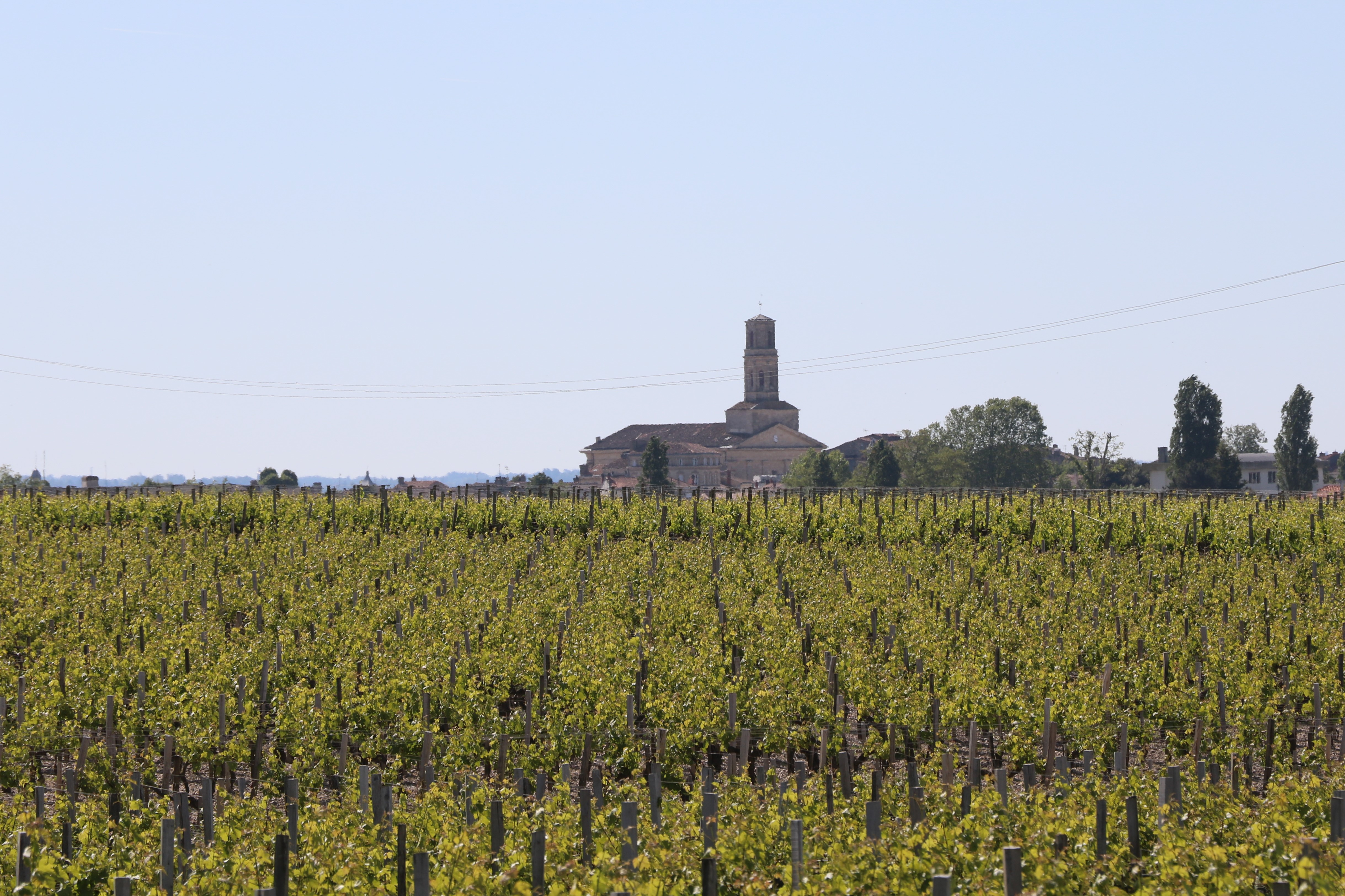
Weinbaugebiet Pauillac

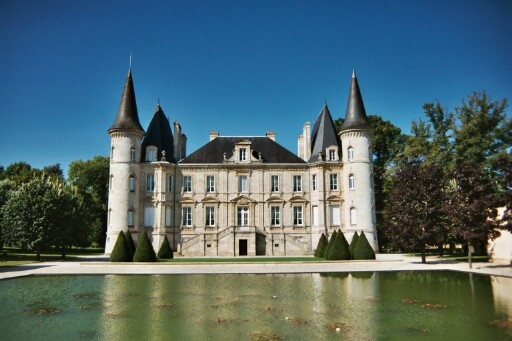
Château Pichon-Longueville-Baron

| Premiers crus Château Lafite-Rothschild Château Latour Château Mouton-Rothschild (seit 1973) Deuxième crus Château Pichon-Longueville-Baron Château Pichon-Longueville-Comtesse de Lalande Quatrième cru Château Duhart-Milon-Rothschild Cinquièmes crus Château Batailley Château Haut-Batailley Château Croizet-Bages Château Clerc-Milon-Rothschild Château Grand-Puy-Ducasse Château Grand-Puy-Lacoste Château Haut-Bages-Libéral Château Lynch-Bages Château Lynch-Moussas Château d’Armailhac, früher Château Mouton-Baronne-Philippe Château Pédesclaux Château Pontet-Canet |

## Städtepartnerschaften

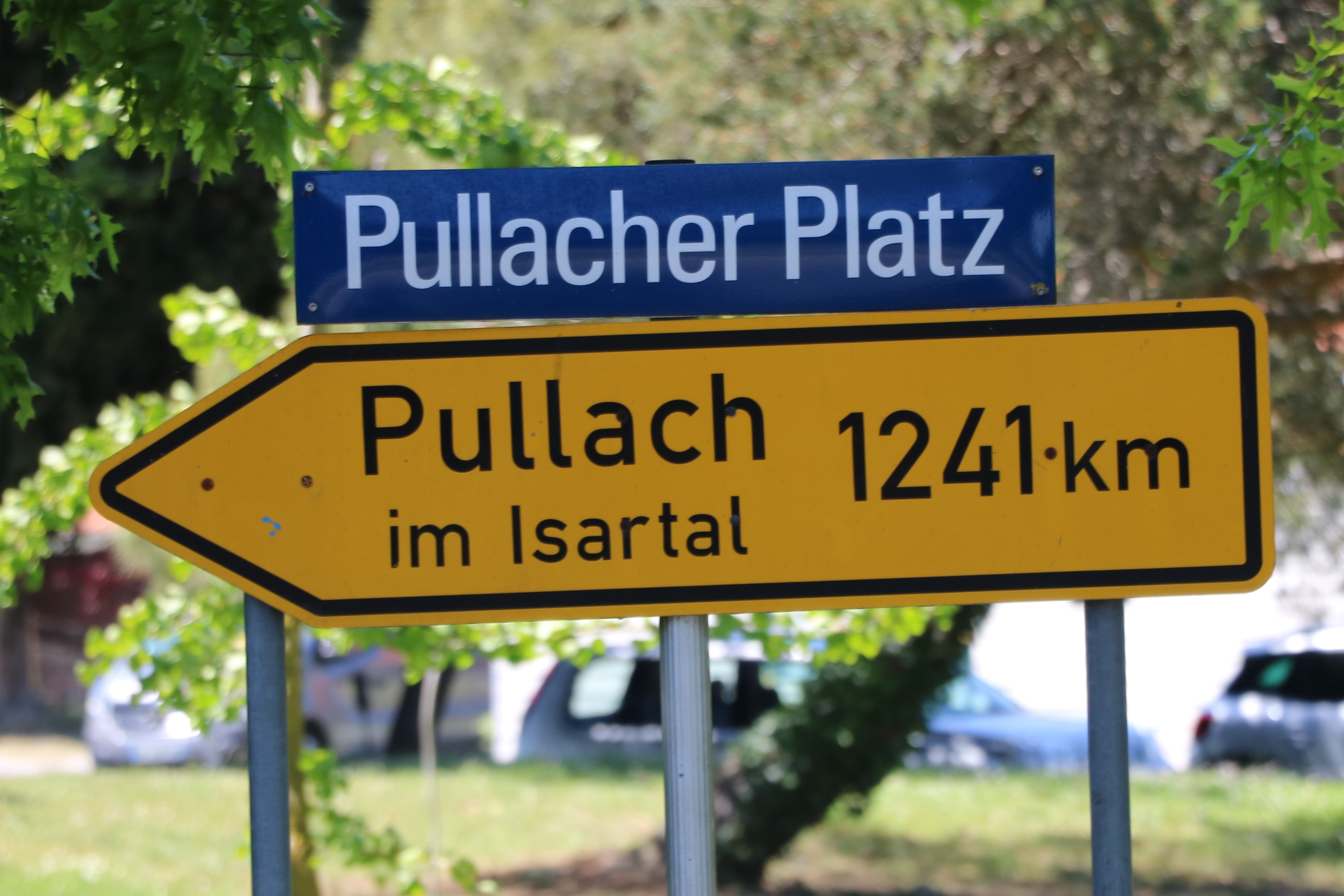
Pullacher Platz in Pauillac

Seit 1964 ist Pauillac mit der oberbayrischen Gemeinde Pullach im Isartal bei München durch eine Partnerschaft verbunden. Nach dem deutsch-französischen Freundschaftsvertrag, dem Elysée-Vertrag 1963, war dann Pauillac eine der ersten Gemeinden in Frankreich, die eine Partnerschaft mit einer deutschen Gemeinde offiziell besiegelte. Im Rahmen der offiziellen Gemeindepartnerschaft treffen sich inzwischen jedes Jahr Bürgerinnen und Bürger der beiden Kommunen. In den Jahren mit einer geraden Endziffer ist die Gemeinde Pullach Gastgeber, in den Jahren mit einer ungeraden Endziffer betreut die Stadt Pauillac die Pullacher Gäste. Im Anschluss an die offiziellen Veranstaltungen bieten die jeweiligen Gastgeber Rundreisen in Gegenden von Südfrankreich bzw. Bayern an. Auf dem Pullacher Platz in Pauillac, dem Haus des Tourismus und der Weine gegenüber, wurde ein Maibaum aufgestellt.
Seit 2003 ist Pauillac Partnerstadt der französischen Gemeinde Paulhac bei Toulouse.

## Persönlichkeiten
- Lilian Laslandes (* 1971), Fußballspieler
- Florian Marange (* 1986), Fußballspieler